# Jennifer Coolidge
Jennifer Coolidge (sinh ngày 28 tháng 8 năm 1961) là nữ diễn viên người Mỹ. Bà được biết tới qua nhiều phim hài và đã nhận được nhiều giải thưởng, trong đó có một giải Quả cầu vàng và hai giải Primetime Emmy. Năm 2023, bà được liệt kê trong danh sách 100 người có ảnh hưởng nhất thế giới của tờ Time.
Coolidge tham gia vai phụ trong các sê-ri phim điện ảnh American Pie (1999–2012) và Legally Blonde (2001–2003). Bà hợp tác với đạo diễn Christopher Guest và góp mặt trong bốn phim châm biếm của ông, đó là Best in Show (2000), A Mighty Wind (2003), For Your Consideration (2006) và Mascots (2016). Một số phim khác mà bà đã tham gia có thể kể tới như: A Cinderella Story (2004), Click (2006), Date Movie (2006), Epic Movie (2007), Promising Young Woman (2020), Single All the Way (2021) và Shotgun Wedding (2022).
Ở lĩnh vực truyền hình, Coolidge từng đóng các phim Joey (2004–2006), The Secret Life of the American Teenager (2008–2012), 2 Broke Girls (2011–2017) và The Watcher (2022). Với vai Tanya McQuoid trong sê-ri The White Lotus (2021–2022), bà nhận được nhiều đánh giá tích cực và giành được hai giải Primetime Emmy, một giải Quả cầu vàng. 

## Đời tư
Coolidge từng hẹn hò với nghệ sĩ hài Chris Kattan. Bà ủng hộ quyền LGBT, được coi là một biểu tượng trong cộng đồng và thường được các drag queen đóng giả theo.

## Danh sách phim

### Điện ảnh
| Năm  | Tên                                                         | Vai                         | Ct                                  |
| ---- | ----------------------------------------------------------- | --------------------------- | ----------------------------------- |
| 1995 | Not of This Earth                                           | Y tá                        |                                     |
| 1995 | A Bucket of Blood                                           |                             |                                     |
| 1995 | Love and Happiness                                          | Jeringir                    |                                     |
| 1997 | Plump Fiction                                               | Sister Sister               |                                     |
| 1997 | Trial and Error                                             | Jacqueline "Jackie" Turreau |                                     |
| 1998 | Slappy and the Stinkers                                     | Harriet                     |                                     |
| 1998 | A Night at the Roxbury                                      |                             |                                     |
| 1998 | Brown's Requiem                                             | Helen                       |                                     |
| 1999 | Austin Powers: The Spy Who Shagged Me                       |                             |                                     |
| 1999 | American Pie                                                | Jeanine Stifler             |                                     |
| 2000 | The Broken Hearts Club: A Romantic Comedy                   | Betty                       |                                     |
| 2000 | Best in Show                                                | Sherri Ann Cabot            |                                     |
| 2001 | Down to Earth                                               | Bà Belinda Wellington       |                                     |
| 2001 | Legally Blonde                                              | Paulette Bonafonté          |                                     |
| 2001 | Pootie Tang                                                 | Ireenie                     |                                     |
| 2001 | American Pie 2                                              | Jeanine Stifler             | Cameo, không được ghi danh          |
| 2001 | Zoolander                                                   |                             |                                     |
| 2003 | A Mighty Wind                                               | Amber Cole                  |                                     |
| 2003 | As Virgins Fall                                             | Janice Denver               |                                     |
| 2003 | Carolina                                                    | Aunt Marilyn                |                                     |
| 2003 | Legally Blonde 2: Red, White & Blonde                       | Paulette Bonafonté Parcelle |                                     |
| 2003 | American Wedding                                            | Jeanine Stifler             |                                     |
| 2003 | Testosterone                                                | Louise                      |                                     |
| 2004 | A Cinderella Story                                          | Fiona Montgomery            |                                     |
| 2004 | Lemony Snicket's A Series of Unfortunate Events             |                             |                                     |
| 2005 | Robots                                                      | Aunt Fanny                  | Lồng tiếng                          |
| 2006 | Date Movie                                                  | Roz Funkyerdoder            |                                     |
| 2006 | American Dreamz                                             | Martha Kendoo               |                                     |
| 2006 | Click                                                       | Janine                      |                                     |
| 2006 | For Your Consideration                                      | Whitney Taylor Brown        |                                     |
| 2007 | Epic Movie                                                  | The White Bitch of Gnarnia  |                                     |
| 2008 | Dr. Dolittle: Tail to the Chief                             | Daisy                       | Lồng tiếng, phát hành dưới dạng DVD |
| 2008 | Foreign Exchange                                            | Lonnatini                   |                                     |
| 2008 | Igor                                                        | Jaclyn / Heidi              | Lồng tiếng                          |
| 2008 | Soul Men                                                    | Rosalee                     |                                     |
| 2009 | ExTerminators                                               | Stella                      |                                     |
| 2009 | A Good Funeral                                              | Helen                       |                                     |
| 2009 | Bad Lieutenant: Port of Call New Orleans                    | Genevieve McDonagh          |                                     |
| 2009 | Gentlemen Broncos                                           | Judith Purvis               |                                     |
| 2010 | The Jack of Spades                                          | Monica                      |                                     |
| 2010 | Beauty & the Briefcase                                      | Felisa McCollin             |                                     |
| 2011 | Mangus!                                                     | Cookie Richardson           |                                     |
| 2012 | American Reunion                                            | Jeanine Stifler             |                                     |
| 2013 | Austenland                                                  | Cô Elizabeth Charming       |                                     |
| 2014 | Alexander and the Terrible, Horrible, No Good, Very Bad Day | Cô Mary Suggs               |                                     |
| 2015 | Hell and Back                                               | Durmessa                    | Lồng tiếng                          |
| 2015 | Alvin and the Chipmunks: The Road Chip                      | Bà Joan Price               | Cameo                               |
| 2016 | Mascots                                                     | Jolene Lumpkin              |                                     |
| 2017 | The Emoji Movie                                             | Mary Meh                    | Lồng tiếng                          |
| 2020 | Like a Boss                                                 | Sydney                      |                                     |
| 2020 | Promising Young Woman                                       | Susan Thomas                |                                     |
| 2020 | Bobbleheads: The Movie                                      | Binky                       | Lồng tiếng, phát hành dưới dạng đĩa |
| 2021 | Swan Song                                                   | Dee Dee Dale                |                                     |
| 2021 | Arlo the Alligator Boy                                      | Stucky                      | Lồng tiếng                          |
| 2021 | Single All the Way                                          | Aunt Sandy                  |                                     |
| 2022 | Shotgun Wedding                                             | Carol Fowler                |                                     |
| 2023 | We Have a Ghost                                             | Judy Romano                 |                                     |
| 2024 | Riff Raff                                                   | Ruth                        | Đồng sản xuất                       |
| 2025 | A Minecraft Movie                                           | TBA                         | Hậu kỳ                              |